# Saint Grégoire pape, entouré de saints et de saintes
Saint Grégoire pape, entouré de saints et de saintes est une peinture religieuse, réalisée par Pierre Paul Rubens commencée en 1606 et achevée l'année suivante.

## Origine
Conservé dans la salle 2 du musée de Grenoble, c'est l'un des plus grands tableaux du musée avec ses 13,7 m2 hors cadre. Commandé par les Oratoriens de la chiesa Nuova à Rome, le tableau reste peu de temps dans cette église. Rubens va le rapatrier à Anvers dans la chapelle funéraire consacrée à sa mère qui vient de mourir. Le tableau est apporté en France durant les guerres de la Révolution puis l'État en fait don au musée le 15 février 1811. En 1858, le conservateur du musée, Alexandre Debelle, fait l'acquisition à Bruxelles de plusieurs dessins dont quatre sont des études de Rubens pour ce tableau.
En janvier 1935, le tableau effectue son unique déplacement lors d'une exposition temporaire de trois mois au Petit Palais à Paris lors de l'exposition des plus belles pièces du musée. Le tableau est représenté sur les affiches publicitaires de l'exposition inaugurée par le président Albert Lebrun.
Au début des années 1990, la hauteur du nouveau musée a été calculée en fonction de la taille de ce tableau.

## Description
Son nom complet est Saint Grégoire pape, entouré de saints et de saintes, vénérant l'image miraculeuse de la Vierge à l'Enfant, dite de Santa Maria in Vallicella. Ses dimensions avec le cadre doré sont de 550 × 363 cm, soit une superficie de 19,96 m2 avec un poids de 540 kg.
Au centre de la composition, saint Grégoire, debout, revêtu d'une chape, lève les yeux vers le ciel et invoque le Saint-Esprit, qui descend sur lui sous la forme d'une colombe. À droite, sainte Domitille habillée en soie violette semble par son attitude écouter les paroles du pontife. Derrière elle, les saints Nérée et Achillée tiennent une palme et regardent le ciel. À gauche, saint Maurice porte une cuirasse et appuie la main sur un bâton. Derrière lui et du même côté, saint Papien, le haut du torse nu, tient un bâton. Tout le second plan est rempli par un arc de triomphe en ruine au-dessus duquel une image encadrée de la Vierge et de l'Enfant-Jésus est entourée de six anges soutenant des guirlandes.